# Zbigniew Bemowski
Zbigniew Bemowski (ur. 13 października 1961 w Gdyni, zm. 28 listopada 2020) – polski piłkarz występujący na pozycji napastnika.
Był zawodnikiem Bałtyku Gdynia w którego barwach zadebiutował 3 września 1980 w pucharowym meczu przeciw drużynie ZWAR Przasnysz. W sezonach 1980/1981 oraz 1981/1982 w barwach Bałtyku Gdynia wystąpił łącznie w 26 spotkaniach ówczesnej I ligi (najwyższej klasy rozgrywkowej), w których strzelił dwie bramki. Grał również w II-ligowej Lechii Gdańsk. Po zakończeniu kariery był trenerem Orkana Gdynia.
Zmarł 28 listopada 2020 i został pochowany na Cmentarzu Marynarki Wojennej w Gdyni.